# Joelija Sanina
Joelija Oleksandrivna Bebko (Oekraïens: Юлія Олександрівна Бебко) (Kiev, 11 oktober 1990), ook bekend onder haar professionele naam Julia Sanina, is een Oekraïense zangeres en is de leadzanger van de rockband The Hardkiss.

## Biografie
Sanina is afkomstig uit een familie van muzikanten en ze trad voor het eerst op toen ze drie jaar oud was. In 2005 studeerde ze af aan de muziekschool en vervolgde ze haar opleiding aan de Nationale Taras Sjevtsjenko-universiteit van Kiev waar ze een master in folklore haalde in 2013. Tussen 2006 en 2008 was Sanina de zangeres van de band Sister Siren. In september 2011 werkte ze samen met Valerij Bebko als het duo Val & Sanina en brachten ze samen een aantal nummers uit. Later dat jaar vormde ze het duo om tot de band The Hardkiss. Direct dat jaar stonden ze in het voorprogramma van de Britse band Hurts.
In 2015 werd Sanina een van de juryleden van de Oekraïense versie van The X Factor. Het jaar daarop nam Sanina samen met haar band deel aan de nationale voorronde voor het Eurovisiesongfestival 2016. Ze verloren de competitie van Jamala. In 2020 nam Sanina deel aan de Oekraïense editie van het televisieprogramma Dancing With The Stars.
Sanina presenteerde samen met Hannah Waddingham, Alesha Dixon en Graham Norton het Eurovisiesongfestival 2023.
- MusicBrainz: f5c9401a-2fbb-4c85-a8f1-6a2c56276769